# محرك النانو

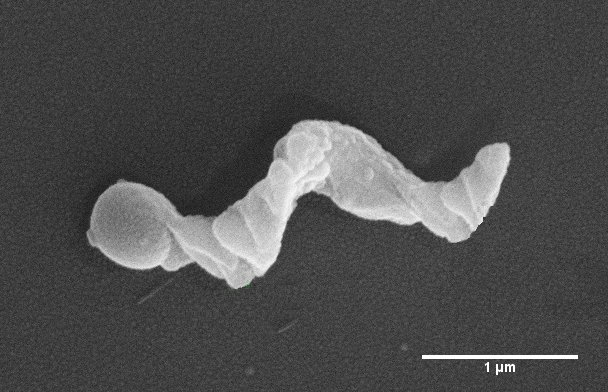
صورة بواسطة المجهر الإلكتروني الماسح لمحرك نانوي حلزوني مطلي بطبقة رقيقة من الحديد.

محرك النانو هو جهاز جزيئي قادر على تحويل الطاقة إلى حركة. يمكن للمحرك بشكل أساسي أن يولد قوة من مستوى بيكونيوتن.
أحد الفروع المقترحة من البحث العلمي في هذا المجال هو فرع البحوث المتعلقة في تحقيق التكامل بين البروتين الجزيئي الموجود في الخلايا الحية داخل المحركات الجزيئية المزروعة في الأجهزة الاصطناعية. محرك بروتين من هذا النوع سيكون قادراً على نقل «حمولة» ضمن هذا الجهاز - عبر مجال البروتين- بشكل مشابه للطريقة التي يحرك فيها «Kinesin» جزيئات عدة عبر مسارات من أنابيب دقيقة جداً.
يتطلب التحريض على بدء أو إيقاف حركة هذا المحرك القيام بما يدعى «حبس» أدينوسين ثلاثي الفوسفات بصيغ جزيئية حساسة للأشعة الفوق البنفسجية.

## محرك نانو أنابيب النانو
تم تطوير أول محرك نانو انابيب النانو في 2003 من قبل أليكس زيتل [الإنجليزية] في جامعة كاليفورنيا بيركلي.
استطاع الباحثون بقيادة جوزيف وانغ عام 2008 من تحقيق تطوير هام جداً عبر إنتاج جيل جديد من المحركات النانوية المحفزة بالوقود وأقوى بـ 10 مرات من الأجهزة الأخرى الفائقة الصغر .. يعتبر هذا الإنجاز نقلة نوعية هامة نحو مصدر طاقة تطبيقية عملي لأجهزة الغد النانوية.

## اقرأ أيضاً
- أنابيب النانو الكربونية
- محرك الكهرباء الساكنة [الإنجليزية]
- سيارة النانو
- ميكانيك النانو
- المحركات الجزيئية الصنعية
- بروتينات حركية

## وصلات خارجية
- المحركات الفائقة الصغر (النانوية) والكيمياء الحيوية
- جامعة بيركلي - فيزيائيون يبنون أصغر محرك في العالم
- مشروع بحث محرك نانو الأنابيب الدقيقة جداً
- محرك الأنابيب الدقيقة جداً الذي يعمل على طاقة الرياح الإلكترونية